# Rekvatnet
Rekvatnet (en Sami de Lule: Goajvojávrre) es un lago ubicado en el municipio de Hamarøy, provincia de Nordland, Noruega. Está ubicado a 15 kilómetros al sureste del pueblo de Tømmerneset. El lago Šluŋkkajávri está ubicado justo al este del lago. El agua de Rekvatnet está conducida por una tubería subterránea a una estación de energía hidroeléctrica, ubicada en las orillas del lago cercano, Fjerdvatnet.